# Bălăbănești (Galați)
Bălăbănești (veraltet Romanești) ist eine Gemeinde im Kreis Galați in der Region Westmoldau in Rumänien.

## Geographische Lage

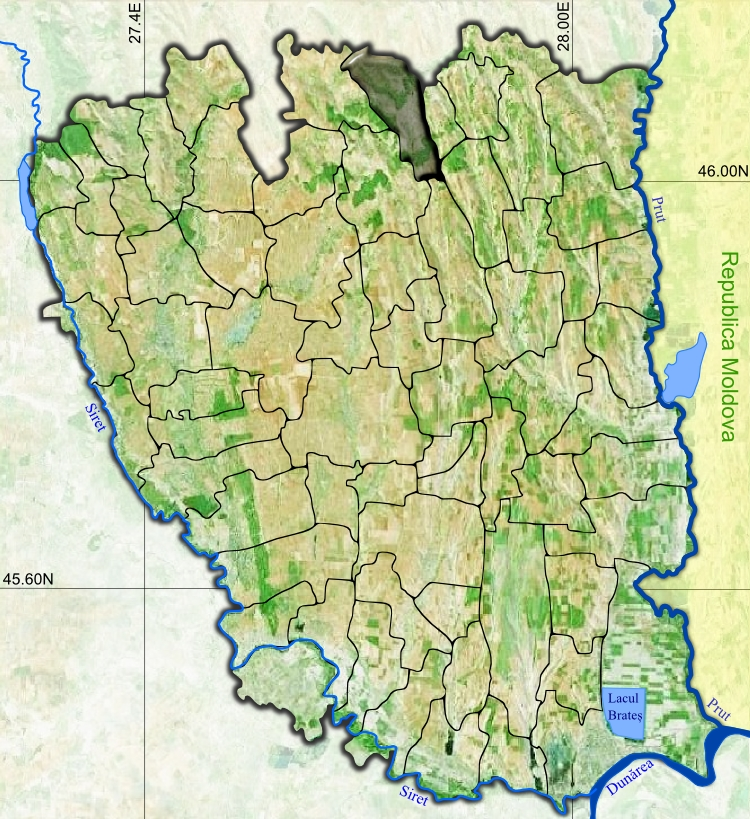
Lage der Gemeinde Bălăbănești im Kreis Galați

Die Gemeinde Bălăbănești, mit einer (nach unterschiedlichen Angaben) Gesamtfläche von 2.570 oder 3.799,56 Hektar, liegt in der historischen Region Westmoldau im Norden des Kreises Galați. Am gleichnamigen Bach – ein Zufluss des Jeravăț – und der Nationalstraße DN24D befindet sich Bălăbănești 23 Kilometer westlich von der Kleinstadt Berești; die Kreishauptstadt Galați liegt etwa 90 Kilometer südlich von Bălăbănești entfernt.
Der Bahnhof der Gemeinde an der Bahnstrecke Galați–Bârlad befindet sich im eingemeindeten Dorf Lungești.

## Geschichte
Der Ort Bălăbănești wurde erstmals 1460 urkundlich erwähnt.

## Bevölkerung
2002 wurden in der Gemeinde Bălăbănești 3964 Menschen rumänischer Abstammung registriert. Bei der Volkszählung vom 31. Oktober 2011 wurden in der Gemeinde nur noch 2081 Menschen in 986 Haushalten gezählt.
Die Hauptbeschäftigung der Bevölkerung ist die Landwirtschaft, die Vieh- und die Bienenzucht.

## Persönlichkeiten
- Gheorghe Tașcă (1875–1964), Wirtschaftswissenschaftler und 1926 korrespondierendes Mitglied der Rumänischen Akademie.[7]